# Aermacchi MB-326
El Aermacchi o Macchi MB-326 es un reactor militar biplaza de entrenamiento básico y avanzado y de ataque ligero diseñado en Italia.
Originalmente concebido como un entrenador de dos asientos, se han producido versiones de ataque ligero de dos asientos. Es uno de los aviones de mayor éxito comercial de su tipo, y se fabrica en Australia, Brasil y Sudáfrica. Obtuvo varias plusmarcas para su categoría, incluyendo el de altitud con 17 315 m el 18 de marzo de 1966. Más de 800 MB-326 se construyeron entre 1961-1975.
El MB-326 se había desarrollado durante un período en el que el avión «completo» fue considerado por muchas fuerzas aéreas. Su objetivo era proporcionar un solo tipo de aeronave que pudiera usarse para realizar entrenamientos tanto elementales como avanzados hasta un nivel casi estándar listo para el combate. En la práctica, pronto se descubrió que la simplicidad y la economía de operar una gran flota de aviones a reacción. Como tal, muchos operadores operan en el MB-326 junto con un tipo de motor de pistón más barato para propósitos de entrenamiento básico. A lo largo del tiempo, el MB-326 encontró su rol principal como entrenador principal para preparar a los pilotos para la transición a aviones de combate de muy alto rendimiento.

## Diseño y desarrollo

### Orígenes
Durante la década de 1950, varios países comenzaron a operar con un motor a reacción que tenía capacidades similares a las de las aeronaves operativas de primera línea, que a menudo se producían como adaptaciones de dos asientos de estas aeronaves. Reconocimiento del potencial para lograr este rol en el desarrollo del uso del medio ambiente; Estos incluyen el francés Fouga Magister, el estadounidense Cessna T-37 Tweet, el British Jet Provost y el checoslovaco Aero L-29. Después de la devastadora Segunda Guerra Mundial, Italia está pasando varios años recuperándose y restableciendo su economía; como tal, la nación también podría priorizar el financiamiento necesario para el desarrollo de aviones de alta gama que serían competitivos con la próxima generación de interceptores o bombarderos supersónicos; en consecuencia, la compañía italiana de aviación Aermacchi eligió enfocar sus recursos y esfuerzos de desarrollo en la producción de aviones de combate y entrenadores.
Lo que sería del MB-326 era un proyecto de empresa privada de Macchi; Ermanno Bazzocchi, director técnico y jefe de ingeniería de la empresa. Según se informa, Bazzocchi había considerado muchas configuraciones diferentes para el entrenador antes que el equipo de diseño para proceder con un diseño de un solo motor. El fuselaje es una estructura robusta y ligera totalmente de metal, que es relativamente simple y barata de construir y mantener. El diseño también fue impulsado por el turborreactor británico Armstrong Siddeley Viper, un eficiente motor de energía para la época. El motor Viper se diseñó originalmente con el propósito de desechar drones, sin embargo, se ha demostrado que el motor está más disponible. Durante 1954, las representaciones iniciales de Bazzochi se hicieron ante el Ministerio del Aire italiano. Durante 1953, el Macchi lanzó formalmente el programa MB-326.
Alrededor del momento del lanzamiento del programa, la Fuerza Aérea italiana despertó el interés en el avión propuesto. El servicio estaba considerando opciones para el reemplazo de su entrenador de flota existente, por lo tanto, en la puesta en servicio de un sucesor adecuado para un adecuado, el MB-326 fue un obvio ingreso inicial. Se publicó una especificación detallada para la competencia, los requisitos se expresaron en una carga máxima de 7 g cuando el peso máximo de un peso, una vida de 5000 horas, un intervalo de al menos 50-60 horas entre el servicio, una advertencia amplia antes de las paradas (para estar al menos a 15 km/h por encima de la velocidad de parada de la aeronave), la capacidad de despegar con peso máximo en 800  con un obstáculo de 15 m (o 500 m cuando se vuela con un peso ligero), pudiendo aterrizar dentro de 450 m con un peso mínimo, una velocidad mínima de 110/130 km/h y una velocidad máxima de 700 km/h, una velocidad de trepada de al menos 15 m/s y una resistencia de al menos tres horas a 3000 m (9840 pies).
El interés en la propuesta MB-326 se adjudicó para la adjudicación del contrato de desarrollo para tres prototipos. El programa se sometió a un refinamiento significativo en esta etapa, lo que llevó a varias modificaciones. Entre estos cambios se encuentra la eliminación del ángulo diédrico negativo presentado previamente en las superficies horizontales de la cola y la sustitución de un par de frenos de aire basados en alas en uno ubicado en una posición ventral. Durante 1956, la AMI dio su aprobación oficial del proyecto y emitió una solicitud para la producción de un par de prototipos (que luego se designaron como MM.571 y MM.572) como un solo fuselaje para pruebas estáticas. Estos prototipos no pretendían incluir varias características, como la capacidad de equipar y desplegar armas como tales, sin embargo, Bazzocchi tiene la posibilidad de presentarlas a pesar de todo.

### En vuelo
El 10 de diciembre de 1957, el primer prototipo realizó su vuelo inaugural, pilotado por el piloto de pruebas principal de Macchi, Guido Carestiato. Este prototipo, designado como I-MAKI, se demostró públicamente por primera vez en Francia. Durante su programa de prueba de vuelo, los prototipos MB-326 demostraron características de vuelo altamente favorables del diseño; sin embargo, varias de las modificaciones realizadas habían afectado negativamente el peso total de la aeronave; supuestamente, en una etapa, el exceso de peso fue 400 kg mayor que el indicado en las estimaciones iniciales. El motor Viper 8 original era capaz de producir 7,8 kN de empuje; para abordar el aumento de peso, se adoptó el modelo Viper 9 más potente, que fue capaz de generar 0,7 kN más de empuje.
El 22 de septiembre de 1958, al primer prototipo se unió el segundo prototipo de configuración similar. Presentaba algunas diferencias con respecto a los aviones anteriores; Principalmente, fue impulsado por un modelo más nuevo del motor Viper, el Viper 11, que había sido calificado para producir empuje de 11,1 kN (1134 kgf). El Viper 11 sería el mismo estándar de motor usado en aviones estándar de producción subsecuentes. La competencia directa para el MB-326 llegó en la forma del Fiat G.80; este avión era más poderoso y tenía la distinción de ser el primer avión real italiano, habiendo volado cinco años antes. Sin embargo, el G.80 tenía varias desventajas, entre ellas ser más pesado, considerablemente más grande y más caro que su rival; como tal, finalmente perdió el concurso de entrenadores y se quedó sin mercado.
El 15 de diciembre de 1958, después de haber quedado adecuadamente impresionado, el gobierno italiano realizó un pedido de un lote de 15 ejemplos de preseries en nombre de AMI. Se estableció una línea de producción en las instalaciones de Macchi en Masnago, Varese, norte de Italia. Poco después, el AMI emitió su primer pedido para el MB-326 para un grupo inicial de 50 aviones estándar de producción. Durante 1960, Macchi recibió un pedido de seguimiento más grande para 100 aviones; este importante compromiso fue visto como un paso importante hacia el establecimiento de la supremacía de la compañía en el mercado de los aviones de entrenamiento.

## Diseño
El Aermacchi MB-326 era un monoplano de ala baja con una estructura completamente metálica compuesta de aleaciones ligeras. Fue uno de los primeros entrenadores de jets que se desarrollaron con el objetivo de atender tanto a la instrucción ab initio como a la avanzada. Tal como se desarrolló originalmente, el MB-326 funcionó como un avión refinado pero simple capaz de cubrir la amplia gama de características de rendimiento requeridas para cubrir tanto el entrenamiento ab initio como la instrucción avanzada por igual; Otras características importantes del tipo incluían la capacidad de ofrecer una alta tasa de utilización en conjunto con los requisitos de mantenimiento y mantenimiento minimizados. Según Flight International, el tipo era adecuado para la enseñanza de la mayoría de las técnicas avanzadas de vuelo. Además de ser relativamente fácil de volar, también se incorporó intencionalmente un alto grado de seguridad, incluida la adopción de nuevos asientos de expulsión construidos por Martin-Baker.
El modelo MB-326 fue impulsado por un único turborreactor sin quemador Rolls-Royce Viper, el avión de producción inicial fue impulsado por el modelo Viper 11, capaz de generar un empuje de hasta 11,1 kN. El motor poseía múltiples atributos favorables, que incluyen su simplicidad y robustez en general, revoluciones por minuto (RPM) y temperatura de entrada de la turbina (TET) relativamente bajas, aceleración rápida, facilidad de instalación y su naturaleza un tanto indiferente al mal manejo en el aire por parte de los estudiantes. Se proporcionó aire al motor a través de un par de tomas de bajo perfil fijadas en las raíces de las alas. El Viper fue producido bajo licencia por la compañía italiana de aviación Piaggio luego de un acuerdo establecido con su fabricante original, la compañía británica de motores Bristol Siddeley, durante 1959.
En una perspectiva estructural, el MB-326 era relativamente sencillo. Tanto el fuselaje como el ala se construyeron en tres secciones; de estos, la sección central del ala era integral al fuselaje. El fuselaje estaba dividido en una sección delantera, central y trasera; la sección delantera contenía la rueda delantera y los sistemas de radio; la parte central, acomodó la carlinga, los tanques de combustible y el motor; y la sección trasera que comprendía tanto la unidad de cola como la tubería de chorro. El sistema de combustible tenía un tanque grande en el fuselaje medio y dos en las puntas de las alas; un sistema de carga de presión de un solo punto está ubicado en el lado de estribor de la aeronave para proporcionar un tiempo total de repostar de aproximadamente cinco minutos. La parte trasera de cada ala tenía aletas y alerones con una superficie recortada. Cada ala tenía 22 costillas y dos mástiles. Se agregaron vallas de ala media para aumentar las características de elevación. En consecuencia, el MB-326 era capaz de realizar despegues y aterrizajes de velocidad relativamente lenta, a la vez que mantenía una excelente velocidad de ascenso.
El MB-326 estaba equipado con una configuración de cabina en tándem, esta disposición había sido elegida para dar como resultado un fuselaje más delgado y aerodinámicamente eficiente en comparación con la disposición más común de lado a lado. Estaba cubierto por un dosel de burbujas para una excelente visibilidad externa; contaba con un sistema antihielo para parabrisas accionado por el compresor del motor que utiliza aire de purga. La cabina también fue presurizada, lo que permitió al MB-326 realizar vuelos de gran altitud. La capacidad de volar a altitudes más altas fue favorable para múltiples propósitos, incluso durante la ejecución de entrenamiento aerobático y de navegación, además de mejorar la eficiencia del combustible para vuelos de larga distancia. Los sistemas a bordo eran típicamente unidades prefabricadas que eran fáciles de acceder y retirar; Varios elementos también fueron intercambiables intencionalmente. El exterior del avión estaba cubierto por un total de 80 paneles de inspección y puertas; la inspección in situ del motor se podría realizar a través de un par de grandes paneles de acceso situados por encima y por debajo del compartimiento del motor, mientras que otro par de puertas permite el acceso al interior del conducto de admisión para la inspección de las palas del rotor del compresor de la primera etapa.

## Exportación y éxito
El Aermacchi M.B.326H preveía una enorme carga de armamentos; fue seleccionado a mediados de los años sesenta para la RAAF y la Marina australiana y CAC (Commonwealth Aircraft Company) obtuvo un contrato con Aermacchi para la fabricación del tipo bajo licencia; la compañía australiana construyó asimismo bajo licencia el turborreactor Rolls-Royce Viper que propulsaba el aparato. Los 12 primeros ejemplares completos del tipo designados Commonwealth Aircraft CA-30 fueron importados; en los comienzos de la producción en Australia se utilizaron componentes suministrados por Aermacchi, pero desde el ejemplar n.º 31 en adelante todo el proceso de fabricación se realizó en dicho país. La producción australiana se cifró en 85 aviones, 75 para la RAAF más 10 para la Royal Australian Navy; el último se entregó en 1972.
La patrulla acrobática de la Royal Australian Air Force, "The Roulettes", utilizó los MB-326H desde diciembre de 1970 hasta 1989. Aunque los pilotos de esta patrulla estaban contentos con el aparato por su gran manejabilidad y adaptación a su tarea, se vieron obligados a retirarlos a causa de la fatiga estructural. Durante los años 80 estos aviones fueron sometidos a un proceso de renovación e incluso a principios de los 90 se les cambiaron las alas a raíz de un accidente relacionado con la fatiga de materiales, pero finalmente los MB-326 fueron sustituidos progresivamente por los nuevos Pilatus PC-9 hasta desaparecer por completo de la flota de la RAAF en el 2001.
El MB-326, al igual que sus competidores Cessna T-37 y Jet Provost, fue diseñado en una época en que los reactores de entrenamiento eran un concepto de moda entre las fuerzas aéreas. La idea era proporcionar un único tipo de avión que pudiese ser utilizado tanto para entrenamientos elementales y avanzados como para entrar en combate. En la práctica enseguida se comprobó que la simplicidad y economía de reducir la escala operativa a una sola clase de avión eran superadas de lejos por la de comprar y operar una gran flota de reactores de entrenamiento. La mayoría de los operadores enseguida añadieron a su flota modelos más baratos con motores de pistones para entrenamientos básicos, de forma que el MB-326 encontró su función principal como avión de entrenamiento avanzado para preparar a los pilotos para su paso a los aviones de combate de altas prestaciones.

## Historial operacional

### Italia
El MB-326 fue uno de los últimos aviones italianos en poseer la distinción de romper varios récords mundiales. Quizás el más notable de estos ocurrió en agosto de 1961, cuando el piloto Guido Carestiano estableció el récord de altitud en la categoría 1 del grupo C1D de 15 489 m. Los vuelos récord también proporcionaron publicidad para el MB-326. En particular, un piloto, Massimo Ralli, fue responsable del establecimiento de varios registros diferentes mientras volaba el tipo:
8 de febrero de 1966, registros de escalada: 2 min 2 s a 3000 m, 3 min 56 s a 6000 m, 6 min 39 s a 9000 m, y 12 000 m en 10 min 53 s.
18 de marzo de 1966, récord de 15 690 m de altitud en vuelo horizontal y 17 315 m con una subida lanzada.
18 de julio de 1966, récord de resistencia, con 970 km.
2 de agosto de 1966, récord de velocidad en 3 km seguidos: 871 km/h.
Diciembre de 1966: velocidad de 880,59 km/h en 15 a 25 km, 831 km/h en 100 km, 777,67 km/h en 500 km, y otro récord de resistencia en 777,56 km.
Estos éxitos de alto perfil funcionaron como declaraciones objetivas del rendimiento capaz del MB-326 y establecieron el tipo como uno de los mejores aviones entre sus contemporáneos en su categoría. Otro piloto, Riccardo Peracchi, empleado para AMI, demostró con frecuencia la maniobrabilidad y la capacidad de control de la aeronave en espectáculos aéreos durante varios años. Mientras Peracchi mostraba la agilidad del MB-326, Ralli se concentró en explorar su rendimiento de vanguardia; mientras tanto, los primeros clientes de la aeronave normalmente informaban de su satisfacción con el tipo a Maachi.
La primera producción de los modelos MB-326, luego de un ciclo de desarrollo relativamente prolongado, se entregó por primera vez a la escuela Lecce-Galatina del Grupo 214° de AMI, que se realizó temporalmente en Brindisi, Apulia. El 22 de marzo de 1962, el MB-326 entró formalmente en el servicio de escuadrón con un curso de 43° Flyer. El tipo se usó pronto para reemplazar al envejecido tejano T-6 de América del Norte; Por lo general, en el espacio de 130 horas, los pilotos estarían tan preparados para graduarse como lo hubieran estado después de haber recibido 210 horas de entrenamiento en el T-6 más antiguo.
Como solución de capacitación, el MB-326 era considerablemente más costoso pero se encontró con entusiasmo entre los estudiantes; Además, cuando se usó en combinación con el entrenador avanzado Fiat G.91 y, permitió la implementación de un curso de capacitación "totalmente en chorro" para pilotos AMI, y además estos fueron aviones diseñados y producidos en el país. De acuerdo con la publicación aeroespacial Flight International, a principios de la década de 1960, el programa de entrenamiento de vuelo de AMI fue fuertemente influenciado por la inminente entrada en servicio del Lockheed F-104G Starfighter.
Además de estar entre los primeros clientes en adquirir la aeronave, AMI también estaría entre los clientes finales de los modelos construidos más tarde del MB-326. El servicio solicitó un lote de 12 MB-326E, que comprende seis MB-326 actualizados a MB-326G y seis nuevos (MM.54384 / 389). Tenían provisiones para armamento, pero el motor era el Viper  1 Mk 200 y no el Viper 20 Mk 540. En el servicio italiano, el MB-326 fue reemplazado por el MB-339 entre 1981 y 1984, actuando después de eso como un avión de enlace rápido, reemplazando a los viejos T-33 que eran un poco más rápidos. Inusualmente, el MB-326 no vio el servicio con el equipo acrobático de Frecce Tricolori, que mantuvo sus PAN de G-91R más rápidos (más tarde fueron reemplazados por los MB-339).
Además de su servicio AMI, el MB-326 también se empleó a título civil en Italia. La aerolínea de bandera nacional Alitalia realizó un pedido de cuatro aeronaves configuradas por un entrenador, designadas como la versión «D»; estos estaban expresamente desmilitarizados y equipados con instrumentación especializada para entrenar a los pilotos de los aviones de pasajeros en preparación para la llegada de la nueva generación de aviones de pasajeros que estaban siendo adquiridos por el avión.
Ni los modelos «A» y «C» del MB-326 se realizarían nunca. La variante «A» había sido pensada para ser operada como un avión de ataque ligero, armado con un par de ametralladoras de 7,62 mm que se instalarían en la nariz de la aeronave. Aunque ninguno se construyó originalmente, una cantidad de MB-326 fueron referidos más tarde por la designación «A», sin embargo, esto significaba que se indicaba que se habían aprovisionado con un buscador automático de direcciones AD-370 (ADF) construido por Marconi. La versión «C» se concibió como provista de una unidad de radar de rango y radio norteamericana (NASARR) montada sobre la nariz y otros equipos electrónicos para ser utilizados para la capacitación de pilotos AMI F-104, sin embargo, esta variante solo apareció como una maqueta.

### Australia
La Real Fuerza Aérea Australiana (RAAF) utilizó el MB-326H como entrenador de aviones. Un total de 97 fueron ordenados: 12 fueron entregados por Macchi, 18 ensamblados a partir de kits en Australia, y otros 67 fueron construidos por Commonwealth Aircraft Corporation y Hawker Aircraft con la designación CA-30. Eran esencialmente similares a los MB-326G pero con una mejor aviónica. El equipo acrobático de RAAF, The Roulettes, voló el MB-326H desde diciembre de 1970 hasta 1989. El entrenamiento piloto de RAAF hasta 1975 consistió de 60 horas de preselección en CAC Winjeels (desde 1975 en adelante, el PAC CT / 4 Airtrainer, también conocido como Plastic Parrot), 150 horas medianas y otras 75 horas de entrenamiento avanzado en MB-326H, antes de avanzar finalmente hacia el Mirage IIIOD.
Aunque ampliamente apreciado por su excelente manejo y adecuado para su tarea, la carrera de servicio del MB-326 se vio interrumpida debido a problemas de fatiga estructural. La flota australiana, por ejemplo, tuvo una vida de programa de extensión de tipo en la década de 1980 y luego fue reenviada a principios de la década de 1990 después de un choque relacionado con la fatiga. Aun así, el MB-326 se complementó con nuevos entrenadores Pilatus PC-9 para reducir las horas de vuelo, y los últimos ejemplos se retiraron en 2001 cuando fueron reemplazados por el Hawk 127.

### Brasil
Brasil fue el principal cliente del MB-326, en 1970 encargó dos prototipos y 166 MB-326GC, llamado AT-26 Xavante. Fue producido bajo licencia por Embraer con otros seis para Togo y 10 para Paraguay.
El avión también fue importante para dos desarrollos: desde el MB.326K se produjo el MB.326L, este fue el antecesor directo del Aermacchi MB.339. Con la creación de licencias en Brasil, el MB.326 abrió el campo a futuras colaboraciones, lo que llevó al AMX. Ni el MB.339 ni el AMX tuvieron tanto éxito como el MB.326, pero esta máquina fue capaz de dar más pasos en tecnología y comercio.

### Sudáfrica
Sudáfrica obtuvo una licencia para producir el MB-326M (similar al modelo 'G'), como el Impala Mk I en 1964 con producción a partir de 1966. Recibió 40 aviones construidos en Italia, seguidos por unos 125 construidos localmente por el Atlas. Aircraft Corporation, usándolos como entrenadores y en una configuración armada. Siete ejemplos del MB-326K también se compraron como aviones de ataque ligeros, con otros 15 ensamblados a partir de kits, mientras que alrededor de 78 se produjeron con licencia y se conocen como Impala Mk II. La producción de la licencia de la versión de un solo asiento comenzó en 1974. El Impala Mk II, fabricado localmente y equipado con armamento francés, también se adelantó con una suite ECM de Sudáfrica.
La Fuerza de Defensa Sudafricana empleó a Impalas durante las campañas contra las Fuerzas Armadas Populares para la Liberación de Angola (FAPLA) y las tropas expedicionarias cubanas en Angola entre 1975 y 1989. Los pilotos de Impala típicamente volaban a 550–650 km/h a una altura de 15 m para evitar las defensas aéreas angoleñas. En el transcurso de la Guerra de la frontera de Sudáfrica, uno fue derribado por un SA-7; otro regresó con un misil sin explotar en su escape.
El avión tenía muchas ventajas sobre los costosos aviones supersónicos. Aunque es más lento, podría operar desde aeródromos relativamente primitivos y atacar rápidamente. La Fuerza Aérea de Sudáfrica (SAAF, por sus siglas en inglés) utilizó bombas de hasta 6 x 120 kg o 4 x 250 kg. El armamento principal consistía en lanzadores de cohetes SNEB de 68 mm (cuatro x 6 o dos x 18) y dos cañones automáticos de 30 mm (con 300 disparos). Estos cañones fueron el bono real para el Impala Mk II, ayudando a brindar un rendimiento superior en comparación con las versiones anteriores de dos asientos. Este último también podría llevar un par de cañones DEFA de 30 mm en vainas debajo del ala. Sin embargo, la capacidad dual como entrenador-atacante se apreciaba mejor, al igual que la disponibilidad de seis puntos difíciles y las versiones de doble asiento eran mucho más comunes. Seis escuadrones fueron equipados con el Impala Mk II en el SAAF durante los años setenta y ochenta. Antes de la Operación Moduler, la mayoría de los Impalas fueron retirados de sus bases operativas en el suroeste de África, dejando el trabajo a Mirage III y Blackburn Buccaneer.
Impala Mk II también se utilizaron oportunamente como interceptores. En varios encuentros en 1985 con los helicópteros Mi-8 y Mi-24, derribaron un total de seis. Esto sucedió durante una fase crucial de la guerra terrestre, cuando las tropas angoleñas y cubanas fueron controladas en una ofensiva contra las bases de la UNITA. Esto terminó en un desastre para la alianza angoleña/cubana cuando sus suministros fueron cortados por UNITA y SAAF y las tropas de primera línea se quedaron sin municiones. Los helicópteros se utilizaban para abastecer a las tropas asediadas y el SAAF cortó este enlace. Dos Mi-24 fueron derribados en el primer encuentro mientras escoltaban a Mi-17. Los MiG-21 que los escoltaban volaron demasiado alto para reaccionar a tiempo. Dos días después, el Impala Mk II golpeó de nuevo, derribando dos Mi-24 y dos Mi-17. Los ataques a helicópteros desprevenidos se llevaron a cabo con solo dos cañones por avión. El Impala Mk II de un solo asiento también estaba armado a veces con misiles aire-aire Matra R550 Magic para defensa propia. El Impala Mk II operaba a rangos extremos y tenía que volar muy bajo, subiendo solo cuando se veían helicópteros a mediana altura. Después de cada ataque, volvieron al nivel bajo para evitar la intercepción de los MiG enemigos.
Los Silver Falcons, el equipo acrobático de la SAAF, fueron equipados antes con el Impala Mk Is.
La escuela de vuelo para Impalas era la Escuela de entrenamiento de vuelo en Langebaanweg, mientras que los escuadrones operacionales eran 4, 5, 6, 7 y 8 escuadrones, con 85 escuelas de vuelo de combate que también tenían un pequeño número de Impalas para complementar sus entrenadores de Mirage.

### Argentina
Varios aviones MB-326, junto con el más moderno MB-339, formaron el equipo de la 1ª Escuadrilla de Ataque de la Armada argentina en 1982, cuando Argentina recuperó las Islas Malvinas. Varios MB-326 se desplegaron en bases a lo largo de la costa argentina inmediatamente después, pero pronto regresaron a la base del escuadrón en Punta Indio. Mientras que varios MB-339 se desplegaron en las Malvinas, los MB-326 permanecieron en el continente. Después del final de la guerra, se recibieron 11 EMB-326GB de Brasil para reemplazar las pérdidas y restaurar la fortaleza de la 1ª Escuadrilla de Ataque.

### Otros operadores
En marcado contraste con el Fiat G.91 de la competencia, que a menudo se consideraba poco convincente como luchador ligero, el MB-326 logró rápidamente varios éxitos de exportación en esta capacidad. El tipo finalmente no logró impresionar a otras naciones de la OTAN, que solo lo adoptaron escasamente en sus fuerzas aéreas. Sin embargo, el MB-326 logró una medida visible de éxito entre muchos países del Tercer Mundo, lo que llevó al MB-326 a ver un uso considerable como un avión de combate de primera línea en varios conflictos regionales.
Túnez ordenó ocho MB-326B en 1965. Estos se desarrollaron a partir de los MB-326 básicos con capacidad de armamento, y la aeronave AMI de la serie 37 se convirtió (tenía las marcas civiles I-MAKC). La principal innovación fue su capacidad de ataque al suelo, con seis torres de soporte, con un máximo de 907 kg de tiendas. En el mismo año, Ghana ordenó nueve MB-326F similares.
Otros MB-326G usaron el motor Viper Mk 20 que proporcionó 1524 kg de empuje, y por lo tanto fueron más rápidos y tuvieron una carga útil mayor de 1814 kg máx. Argentina ordenó ocho, inicialmente como el MB-326K, luego llamado el MB-326GB.
Otros 17 MB-326GC fueron construidos en Italia para Zaire (Force Arienne Zairoise) y 23 para la Fuerza Aérea de Zambia.
El MB-326K (originalmente conocido como el MB-336) fue el modelo de última generación, equipado con el motor Viper Mk 600, capaz de un empuje de 1814 kg para brindar un rendimiento aún mejor. El primer vuelo tuvo lugar el 22 de agosto de 1970. Los dos prototipos fueron I-AMKK e I-KMAK, el MB-326G se convirtió a este nuevo modelo.
Dubái compró tres en 1974, y otros tres en 1978 (MB-326KD), Túnez ocho (MB-326KT), Ghana nueve (MB-326KB) y Zaire ocho (MB-326KB).
El MB-326L era esencialmente el MB-326K con dos asientos. Se suministraron dos MB-326LD a Dubái y cuatro a Túnez.
Las medidas para ahorrar costos llevaron al MB-326 a ser sustituido con frecuencia por modelos propulsados por hélices, sin embargo, los Macchi a menudo eran lo suficientemente flexibles como para actuar como un entrenador mediano y un avión de ataque ligero.

## Operadores
- Argentina
- Australia
- Brasil
- Emiratos Árabes Unidos
- Ghana
- Italia
- Paraguay
- Sudáfrica
- Togo
- Túnez
- Zaire
- Zambia.

## Especificaciones (M.B.326A)
Referencia datos: 

### Características generales
- Tripulación: 2 (alumno e instructor)
- Longitud: 10,7 m (35 ft)
- Envergadura: 10,9 m (35,6 ft)
- Altura: 3,7 m (12,2 ft)
- Superficie alar: 19,3 m² (207,7 ft²)
- Peso vacío: 2237 kg (4930,3 lb)
- Peso máximo al despegue: 5895 kg (12 992,6 lb)
- Planta motriz: 1× Turborreactor Armstrong Siddeley Viper.
  - Empuje normal: 15,2 kN (1550 kgf; 3417 lbf) de empuje.

### Rendimiento
- Velocidad máxima operativa (Vno): 806 km/h (501 MPH; 435 kt) 890
- Velocidad de entrada en pérdida (Vs): 146 km/h (91 MPH; 79 kt)
- Alcance: 1822 km (984 nmi; 1132 mi)
- Techo de vuelo: 14 300 m (46 916 ft)
- Régimen de ascenso: 22,3 m/s (4390 ft/min)

### Armamento
- Cañones: 2× Cañones DEFA-553 de 30 mm con 125 disparos cada uno
- Puntos de anclaje: 6 bajo las alas con una capacidad de 1800 kg, para cargar una combinación de:

### Desarrollos relacionados
- Aermacchi MB-339

### Aeronaves similares
- PZL TS-11 Iskra
- Fiat G.91
- Aero L-29
- Soko G-2 Galeb